# Orphilus ater
Orphilus ater is een keversoort uit de familie spektorren (Dermestidae). De wetenschappelijke naam van de soort werd in 1848 gepubliceerd door Wilhelm Ferdinand Erichson.